# Giselle Potter
Giselle Potter är en amerikansk författare och illustratör till barnböcker. Hon är bosatt i Hudson Valley, New York.